# دره وهمی

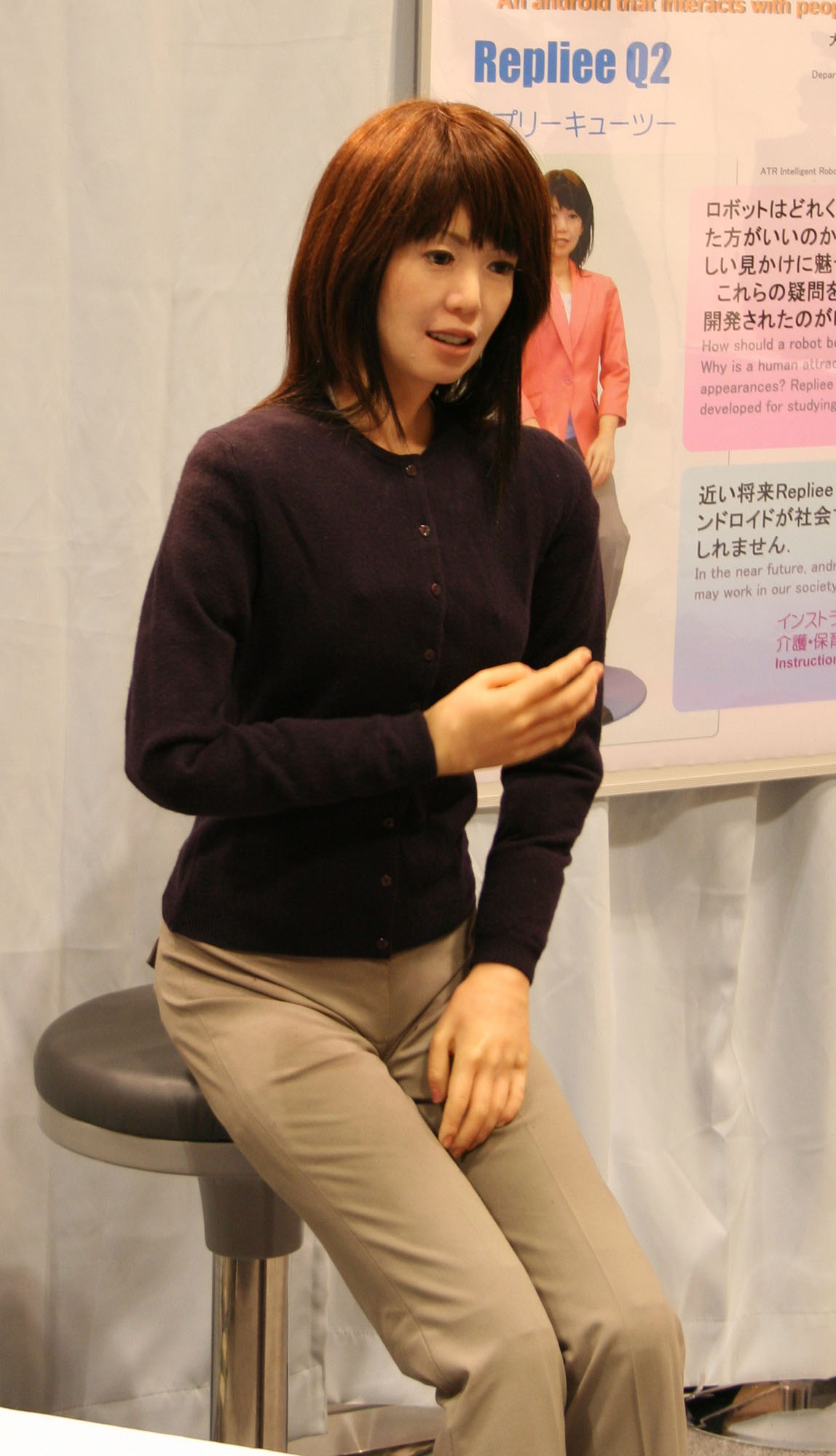
ربات Repliee Q2 که در آزمایش‌های مربوط به واکنش مغز انسان به ربات‌های انسان‌نما به کار گرفته شده.

درّهٔ وهمی یا درۀ وهم‌انگیز (به انگلیسی: Uncanny valley) فرضیه‌ای در زیبایی‌شناسی است. بر اساس این فرضیه، اگر ویژگی‌ها و حرکت‌های یک پدیدهٔ مصنوعی تقریباً همانند نمونهٔ طبیعی باشد (ولی نه کاملاً مطابق با آن)، اغلب بینندگان نسبت به آن حس دافعه خواهند داشت. منظور از «درّه» در این جا کاهش منحنی «پذیرش زیبایی‌شناسانهٔ» پدیده برای بینندگان است، وقتی که شباهت پدیدهٔ مورد بررسی به نمونهٔ طبیعی بیشتر می‌شود. 
نمونه‌های این رفتار در رباتیک
و پویانمایی سه‌بعدی رایانه‌ای
دیده می‌شود.
فرضیهٔ درّهٔ وهمی می‌گوید که اگر ظاهر یک ربات هر چه بیشتر شبیه یک انسان واقعی شود، در آغاز واکنش احساسی برخی از بینندگان به ربات مثبت‌تر می‌شود، ولی از مرحله‌ای به بعد این واکنش به سرعت افت کرده و تبدیل به حس دافعه می‌شود.
با این حال، اگر شباهت ربات به چهرهٔ انسانی آن قدر زیاد شود که از چهرهٔ انسان واقعی قابل تشخیص نباشد، واکنش احساسی دوباره مثبت می‌شود و به درجهٔ هم‌ذات‌پنداری بین آن دو می‌رسد.

نمودار فرضی برای پاسخ احساسی به پدیده بر اساس میزان انسان‌پنداری یک ربات، بر اساس فرضیهٔ درّهٔ وهمی. بخش‌هایی از نمودار که پاسخ احساسی منفی دارند، درّه را نشان می‌دهند، و مربوط به ربات‌هایی هستند که تقریباً همانند انسان واقعی هستند. متحرک بودن پدیده (منحی خط چین) پاسخ را تقویت می‌کند.